# Павле Раденович
Павле Раденович (на босненски: Pavle Radenović) (ок. 1381 – 1415) е влиятелен босненски благородник от рода Павловичи, играл роля при управлението на бан Твръдко I и кралете Стефан Дабиша, Елена Груба, Остоя Котроманич и Твъртко II.
Павле е син на войводата Раден Ябланович и владенията му се простират в източна и централна Босна включвайки и оловните мини около град Олово, а седалището му е крепостта Борац над каньона на река Прача. Неговата родственица (сестра или братовчедка) е Куява Радинович, съпруга на крал Остоя Котроманич.
През август 1415 г. срещу Павле Раденович се организира заговор, в който участват всички по-изтъкнати босненски благородници с изключение на Хървое Вукчич Хърватинич. При една разходка в кралския двор възниква свада между Сандал Косача и Павле, при която хората на Сандал, сред които Вукмир Златоносович от рода Златоносовичи, се нахвърлят върху Павле, той бяга, но е настигнат и обезглавен, а сина му Петър е заловен. Един от охранителите на Павле се спасява, намирайки убежище в близък францискански дом, и по-късно прибира тялото на Павле. Заговорниците искат да ослепят Петър, но по някаква причина не изпълняват намерението си. Земите на Павле Раденович бързо са поделени между заговорниците, а Сандал Косача оправдава убийството с аргумента, че Павле носи много беди на босненското кралство.
След убийството на Павле Раденович го наследяват синовете му Петър Павлович I и Радослав Павлович.